# The Strange Story of Sylvia Gray
The Strange Story of Sylvia Gray (o Sylvia Gray) è un film muto del 1914 scritto e diretto da Charles L. Gaskill.

## Produzione
Il film fu prodotto dalla Vitagraph Company of America.

## Distribuzione
Distribuito dalla General Film Company, il film uscì nelle sale cinematografiche statunitensi il 26 ottobre 1914.